# Нішияма-Мару
Нішияма-Мару (Nishiyama Maru) — транспортне судно, яке під час Другої світової війни взяло участь у операціях японських збройних сил у архіпелазі Бісмарка. Також відоме як Сейзан-Мару.
Нішияма-Мару спорудили в 1921 році на верфі Matsuo Iron Works & Dockyard на замовлення компанії Itaya Shosen.
5 серпня 1943-го судно у складі конвою вийшло з Палау (важливий транспортний хаб на заході Каролінських островів) та 12 серпня прибуло до Рабаулу — головної передової бази японців у архіпелазі Бісмарка, з якої провадились операції на Соломонових островах та сході Нової Гвінеї.
17 серпня воно разом з конвоєм O-703 вийшло з Рабаулу у зворотний рейс. 22 серпня незадовго до опівдня підводний човен Swordfish торпедував і потопив Нішияма-Мару в районі за п'ять з половиною сотень кілометрів на південний схід від Палау. Загинули 3 пасажири та 4 члени екіпажу.